# Lafoensia nummularifolia
Lafoensia nummularifolia är en fackelblomsväxtart som beskrevs av St.-hil.. Lafoensia nummularifolia ingår i släktet Lafoensia och familjen fackelblomsväxter. Inga underarter finns listade i Catalogue of Life.